# László Szigeti (spisovatel)
László Szigeti, maďarsky Szigeti László, (* 26. květen 1949 Dunajská Streda) je slovenský dramaturg, novinář, publicista, spisovatel maďarské národnosti žijící na jižním Slovensku, jeden z představitelů maďarské menšiny a Maďarské nezávislé iniciativy v době Sametové revoluce, zakladatel a ředitel bratislavského vydavatelství Kalligram.

## Biografie
Narodil se roku 1949 ve městě Dunajská Streda v tehdejším Československu. V roce 1972 odmaturoval na gymnáziu v Komárně. Od roku 1973 psal pro Csallóköz, v letech 1975 až 1982 pro Új Szó. Mezi lety 1981 a 1982 byl dramaturgem v košickém maďarském divadle Thália Színpad. V letech 1983 až 1989 byl redaktorem dámského týdeníku s názvem Nő. V listopadu 1989 byl spoluzakladatelem Maďarské nezávislé iniciativy (maďarsky Független Magyar Kezdeményezés, MNI-FMK), a v době politické transformace v letech 1989 až 1990 byl mezi jedním z lídrů mezi slovenskými Maďary. V roce 1991 založil v Bratislavě maďarsko–slovenské vydavatelství Kalligram.

## Dílo
- Csendek útjain (publicistika, 1990)
- Zsebcselek (rozhovor s Bohumilem Hrabalem, 1992, 1995, 2004; česky jako Kličky na kapesníku 1990)
- Párbeszédkísérlet (rozhovor s Miklósem Mészölym, 1999)
- Olyan országban élek… (rozhovor s Bélou Bugárem, 2004)[2]

## Ocenění
- Szabad Sajtó Díj (1999)
- A Magyar Köztársasági Érdemrend Tisztikeresztje (2001)
- Medaile Za zásluhy I. stupně (2003) – Seznam nositelů Medaile Za zásluhy
- Záslužný kříž Polské republiky (2006)[2]
- Řád Ľudovíta Štúra I. třídy (1. leden 2018)[3][4]